# Veeltermen voor sommen van machten van rekenkundige progressies
Het zijn veeltermen die, wanneer hun variabele gelijk is aan het aantal toegevoegde machten, de som berekenen van machten met rekenkundige grondslagen en constante exponenten. Het probleem is dus om deze veeltermen zo te vinden dat
{\displaystyle S_{n}^{p}(h,d)=\sum _{k=0}^{n-1}(h+kd)^{p}=h^{p}+(h+d)^{p}+\cdots +(h+(n-1)d)^{p},}
{\displaystyle S_{n}^{p}(h,d)} een veelterm is als functie van n die afhankelijk is van de parameters {\displaystyle p,h,d}
met {\displaystyle p} en {\displaystyle n} gehele niet-negatieve getallen, {\displaystyle h} de eerste term van een rekenkundige reeks en {\displaystyle d\neq 0} verschil van dezelfde progressie, zijnde {\displaystyle h} en {\displaystyle d} elk reëel getal of complex getal
{\displaystyle S_{n}^{p}(1,1)=\sum _{k=0}^{n-1}(1+k)^{p}=\sum _{k=1}^{n}k^{p}=1^{p}+2^{p}+\dots +n^{p}\quad } zijn de polynomen geïdentificeerd door de formule van Faulhaber postuum gepresenteerd door Jacob Bernoulli in 1713; 

{\displaystyle S_{n}^{p}(0,1)=\sum _{k=0}^{n-1}k^{p}=0^{p}+1^{p}+\dots +(n-1)^{p}\quad } zijn de veeltermen die alleen verschillen van de vorige in het teken van een monoom van graad {\displaystyle p};
{\displaystyle S_{n}^{p}(1,2)=\sum _{k=0}^{n-1}(1+2k)^{p}=1^{p}+3^{p}+\dots +(2n-1)^{p}\quad } zijn de veeltermen door sommen van machten van opeenvolgende oneven getallen.

## Methode met matrices
Voor elke positieve {\displaystyle m} wordt het algemene geval opgelost met de volgende formule: {\displaystyle \quad {\vec {S_{n}}}(h,d)=T(h,d)A^{-1}{\vec {N_{n}}}\quad ,} waar
{\displaystyle [{\vec {S_{n}}}(h,d)]_{r}=S_{n}^{r-1}(h,d),\quad [T(h,d)]_{r,c}={\begin{cases}0,&{\text{als }}c>r,\\{\binom {r-1}{c-1}}h^{r-c}d^{c-1}&{\text{als }}c\leq r.\end{cases}},\quad [A]_{r,c}={\begin{cases}0,&{\text{als }}c>r,\\{\binom {r}{c-1}},&{\text{als }}c\leq r,\end{cases}},\quad [{\vec {N_{n}}}]_{r}=n^{r},}
met {\displaystyle r} en {\displaystyle c} .
waarbij {\displaystyle r} (rij), {\displaystyle c} (kolom) en {\displaystyle m} (matrixvolgorde) gehele getallen zijn. 

## Voorbeelden
De formule in het bijzondere geval {\displaystyle m=5~(p=0,1,...,m-1)} wordt :  
{\displaystyle {\begin{pmatrix}S_{n}^{0}({h,d})\\S_{n}^{1}({h,d})\\S_{n}^{2}({h,d})\\S_{n}^{3}({h,d})\\S_{n}^{4}({h,d})\end{pmatrix}}={\begin{pmatrix}1&0&0&0&0\\h&d&0&0&0\\h^{2}&2hd&d^{2}&0&0\\h^{3}&3h^{2}d&3hd^{2}&d^{3}&0\\h^{4}&4h^{3}d&6h^{2}d^{2}&4hd^{3}&d^{4}\\\end{pmatrix}}{\begin{pmatrix}1&0&0&0&0\\1&2&0&0&0\\1&3&3&0&0\\1&4&6&4&0\\1&5&10&10&5\\\end{pmatrix}}^{-1}{\begin{pmatrix}n\\n^{2}\\n^{3}\\n^{4}\\n^{5}\end{pmatrix}}}
En in het speciale geval van {\displaystyle m=5,~h=1,~d=2}, wordt de som van de {\displaystyle n} eerste opeenvolgende oneven getallen berekend.
Het berekenen van de matrix T(h,d), waarvan de elementen het binomium van Newton volgen met de toegewezen waarden, d.w.z. T(1,2), en het vinden van de inverse matrix van de onderste driehoekige matrix A verkregen uit de besloten driehoek van Pascal van het laatste element van elke rij (matrix gevormd uit de Bernoulli-getallen, weergegeven in rood), hebben we :
{\displaystyle T(1,2)={\begin{pmatrix}1&0&0&0&0\\1&2&0&0&0\\1&4&4&0&0\\1&6&12&8&0\\1&8&24&32&16\\\end{pmatrix}},\qquad A^{-1}={\begin{pmatrix}\color {red}1\color {black}&0&0&0&0\\\color {red}-{\frac {1}{2}}\color {black}&{\frac {1}{2}}&0&0&0\\\color {red}{\frac {1}{6}}\color {black}&-{\frac {1}{2}}&{\frac {1}{3}}&0&0\\\color {red}0\color {black}&{\frac {1}{4}}&-{\frac {1}{2}}&{\frac {1}{4}}&0\\\color {red}-{\frac {1}{30}}\color {black}&0&{\frac {1}{3}}&-{\frac {1}{2}}&{\frac {1}{5}}\end{pmatrix}}}
Door de rijen met de kolommen van de twee matrices te vermenigvuldigen, krijgen we
{\displaystyle {\begin{pmatrix}S_{n}^{0}({1,2})\\S_{n}^{1}({1,2})\\S_{n}^{2}({1,2})\\S_{n}^{3}({1,2})\\S_{n}^{4}({1,2})\end{pmatrix}}={\begin{pmatrix}1&0&0&0&0\\0&1&0&0&0\\-{\frac {1}{3}}&0&{\frac {4}{3}}&0&0\\0&-1&0&2&0\\{\frac {7}{15}}&0&-{\frac {8}{3}}&0&{\frac {16}{5}}\end{pmatrix}}{\begin{pmatrix}n\\n^{2}\\n^{3}\\n^{4}\\n^{5}\\\end{pmatrix}}={\begin{pmatrix}n\\n^{2}\\-{\frac {1}{3}}n+{\frac {4}{3}}n^{3}\\-n^{2}+2n^{4}\\{\frac {7}{15}}n-{\frac {8}{3}}n^{3}+{\frac {16}{5}}n^{5}\\\end{pmatrix}}.}
en dus
{\displaystyle S_{n}^{0}(1,2)=n,\quad S_{n}^{1}(1,2)=n^{2},\quad S_{n}^{2}(1,2)=-{\frac {1}{3}}n+{\frac {4}{3}}n^{3},\quad S_{n}^{3}(1,2)=-n^{2}+2n^{4},\quad S_{n}^{4}(1,2)={\frac {7}{15}}n-{\frac {8}{3}}n^{3}+{\frac {16}{5}}n^{5}.}.
Als we alleen rekening houden met de eerste drie toevoegingen, hebben we:
{\displaystyle S_{3}^{0}(1,2)=3,\quad S_{3}^{1}(1,2)=9,\quad S_{3}^{2}(1,2)=35,\quad S_{3}^{3}(1,2)=153,\quad S_{3}^{4}(1,2)=707=1^{4}+3^{4}+5^{4}.}
Op dezelfde manier, omdat
{\displaystyle T(0,1)={\begin{pmatrix}1&0&0&0&0\\0&1&0&0&0\\0&0&1&0&0\\0&0&0&1&0\\0&0&0&0&1\\\end{pmatrix}},\qquad T(1,1)={\begin{pmatrix}1&0&0&0&0\\1&1&0&0&0\\1&2&1&0&0\\1&3&3&1&0\\1&4&6&4&1\\\end{pmatrix}}}
hebben we:
{\displaystyle {\begin{pmatrix}S_{n}^{0}({0,1})\\S_{n}^{1}({0,1})\\S_{n}^{2}({0,1})\\S_{n}^{3}({0,1})\\S_{n}^{4}({0,1})\end{pmatrix}}={\begin{pmatrix}1&0&0&0&0\\-{\frac {1}{2}}&{\frac {1}{2}}&0&0&0\\{\frac {1}{6}}&-{\frac {1}{2}}&{\frac {1}{3}}&0&0\\0&{\frac {1}{4}}&-{\frac {1}{2}}&{\frac {1}{4}}&0\\-{\frac {1}{30}}&0&{\frac {1}{3}}&-{\frac {1}{2}}&{\frac {1}{5}}\end{pmatrix}}{\begin{pmatrix}n\\n^{2}\\n^{3}\\n^{4}\\n^{5}\\\end{pmatrix}}={\begin{pmatrix}n\\-{\frac {1}{2}}n+{\frac {1}{2}}n^{2}\\{\frac {1}{6}}n-{\frac {1}{2}}n^{2}+{\frac {1}{3}}n^{3}\\{\frac {1}{4}}n^{2}-{\frac {1}{2}}n^{3}+{\frac {1}{4}}n^{4}\\-{\frac {1}{30}}n+{\frac {1}{3}}n^{3}-{\frac {1}{2}}n^{4}+{\frac {1}{5}}n^{5}\end{pmatrix}}.}
{\displaystyle {\begin{pmatrix}S_{n}^{0}({1,1})\\S_{n}^{1}({1,1})\\S_{n}^{2}({1,1})\\S_{n}^{3}({1,1})\\S_{n}^{4}({1,1})\end{pmatrix}}={\begin{pmatrix}1&0&0&0&0\\+{\frac {1}{2}}&{\frac {1}{2}}&0&0&0\\{\frac {1}{6}}&+{\frac {1}{2}}&{\frac {1}{3}}&0&0\\0&{\frac {1}{4}}&+{\frac {1}{2}}&{\frac {1}{4}}&0\\-{\frac {1}{30}}&0&{\frac {1}{3}}&+{\frac {1}{2}}&{\frac {1}{5}}\end{pmatrix}}{\begin{pmatrix}n\\n^{2}\\n^{3}\\n^{4}\\n^{5}\\\end{pmatrix}}={\begin{pmatrix}n\\{\frac {1}{2}}n+{\frac {1}{2}}n^{2}\\{\frac {1}{6}}n+{\frac {1}{2}}n^{2}+{\frac {1}{3}}n^{3}\\{\frac {1}{4}}n^{2}+{\frac {1}{2}}n^{3}+{\frac {1}{4}}n^{4}\\-{\frac {1}{30}}n+{\frac {1}{3}}n^{3}+{\frac {1}{2}}n^{4}+{\frac {1}{5}}n^{5}\end{pmatrix}}.}

## Methode met Bernoulli polynomen
De volgende formule lost het probleem impliciet op met behulp van Bernoulli polynomen:
{\displaystyle S_{n}^{p}(h,d)={\frac {d^{p}}{p+1}}(B_{p+1}(n+{\frac {h}{d}})-B_{p+1}({\frac {h}{d}}))}

### Voorbeelden
In het bijzonder:
{\displaystyle S_{n}^{p}(1,1)={\frac {B_{p+1}(n+1)-B_{p+1}(1)}{p+1}}}
{\displaystyle S_{n}^{p}(0,1)={\frac {B_{p+1}(n)-B_{p+1}(0)}{p+1}}}
{\displaystyle S_{n}^{p}(1,2)=2^{p}{\frac {B_{p+1}(n+{\frac {1}{2}})-B_{p+1}({\frac {1}{2}})}{p+1}}}

#### Bernoulli polynomen
De eerste Bernoulli polynomen zijn:
{\displaystyle B_{0}(x)=1\,}
{\displaystyle B_{1}(x)=x-{\frac {1}{2}}\,}
{\displaystyle B_{2}(x)=x^{2}-x+{\frac {1}{6}}\,}
{\displaystyle B_{3}(x)=x^{3}-{\frac {3}{2}}x^{2}+{\frac {1}{2}}x\,}
{\displaystyle B_{4}(x)=x^{4}-2x^{3}+x^{2}-{\frac {1}{30}}\,}
{\displaystyle B_{5}(x)=x^{5}-{\frac {5}{2}}x^{4}+{\frac {5}{3}}x^{3}-{\frac {1}{6}}x\,}
{\displaystyle B_{6}(x)=x^{6}-3x^{5}+{\frac {5}{2}}x^{4}-{\frac {1}{2}}x^{2}+{\frac {1}{42}}\,} .
{\displaystyle B_{7}(x)=x^{7}-{\frac {7}{2}}x^{6}+{\frac {7}{2}}x^{5}-{\frac {7}{6}}x^{3}+{\frac {1}{6}}x\,} .
{\displaystyle B_{8}(x)=x^{8}-4x^{7}+{\frac {14}{3}}x^{6}-{\frac {7}{3}}x^{4}+{\frac {2}{3}}x^{2}-{\frac {1}{30}}\,} .
{\displaystyle B_{9}(x)=x^{9}-{\frac {9}{2}}x^{8}+6x^{7}-{\frac {21}{5}}x^{5}+2x^{3}-{\frac {3}{10}}x\,}

## Voetnoten
1. ↑   (la)  Jacob Bernoulli, Ars Conjectandi, 1713
2. ↑  Dit hangt af van het feit dat{\displaystyle \sum _{k=0}^{n-1}k^{p}=\sum _{k=1}^{n}k^{p}-n^{p}}, die, voor {\displaystyle p\geq 0},  {\displaystyle +{\frac {1}{2}}n^{p}} in {\displaystyle -{\frac {1}{2}}n^{p}} transformeert.
3. ↑  (en)  Giorgio Pietrocola, Binomial matrices for polynomials calculating sums of powers with bases in arithmetic progression, Academia.edu, 2019
4. ↑  (en)  András Bazsó, István Mező, On the coefficients of power sums of arithmetic progressions ,Journal of Number Theory, v. 153, pp 117-123, 2015